# Georges Ohnet
Georges Ohnet (París, 3 de abril de 1848-5 de mayo de 1918) fue un novelista francés de gran éxito en la segunda mitad del siglo XIX, el más vendido de su época, por encima de Émile Zola y Daudet.

## Biografía
Ohnet, uno de los más prolíficos dramaturgos y novelistas franceses del siglo XIX, nació el 3 de abril de 1848 en París, en el seno de una acaudalada familia burguesa. Se formó en el Collège Sainte-Barbe y el Lycée Napoleón de París, y posteriormente cursó estudios de leyes. Durante algún tiempo ejerció como abogado, pero pronto comenzó su carrera periodística dándose a conocer de este modo en el mundillo literario parisino. Después de la Guerra Franco-Prusiana, en 1870, se convirtió en columnista de Le Pays y más tarde de Le Constitutionnel, en el que se encargaba del boletín político y el folletín de teatro.

## Obra
Sus primeros trabajos literarios fueron obras dramáticas. En colaboración con el dramaturgo Louis Denayrouze, produjo la obra Regina Carpi en 1875, y ya en solitario, estrenó Martha en 1877. En 1881 comenzó su incursión en la novela con la serie «Les batailles de la vie», que se publicó en forma de folletín en Le Figaro, L´Illustration y la Revue des Deux Mondes. En la serie, que obtuvo un éxito sin precedentes entre los lectores, destacan las novelas:
- Serge Panine (1881)
- La comptesse Sarah (1882)
- Le Maître de forges (1882), publicada en español como Philippe Derblay o Amor y Orgullo, o Felipe Derblay. Considerada su obra maestra, se publicó originalmente como Le Maître de forges, en Francia en 1882, y como The Ironman or Love and Pride en Inglaterra. Esta novela gozó de inmediato de una extraordinaria aceptación no solo en Francia, también en Inglaterra, Italia, Alemania, Portugal, España y Estados Unidos. En apenas dos años alcanzó más de 160 ediciones; y a finales de 1910 había conseguido más de un millón de ejemplares vendidos sólo en Francia y 400 ediciones.
- Le grand Marnière (1886)
- Les dames de Croix-Mort (1886)
- Le Docteur Rameau (1889)
- Au Fond du Gouffre (1899)

## Adaptaciones
Amor y orgullo fue adaptada en 1958 bajo la dirección de Anton Giulio Majano, con la participación de Antonio Vilar, Virna Lisi y Wandisa Guida en una coproducción italoespañola.